# Aéroport de Vigo-Peinador

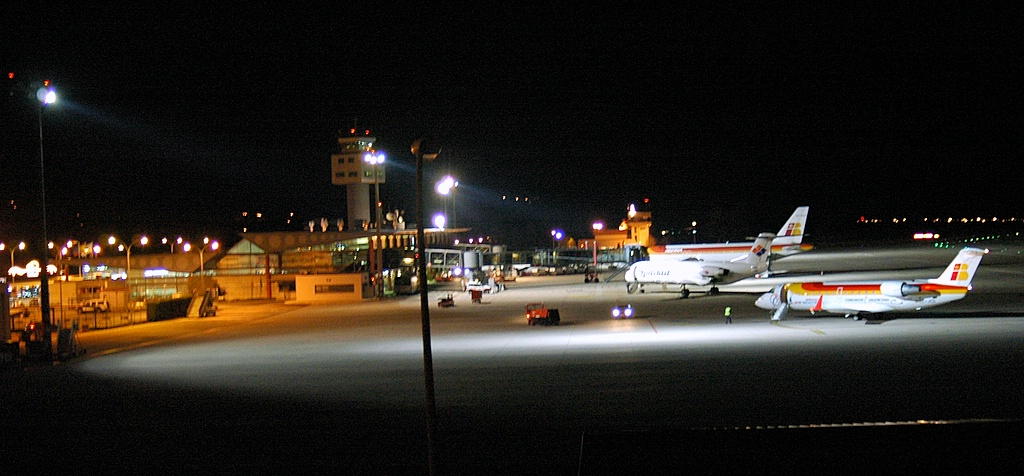
Aéroport de Vigo-Peinador la nuit.

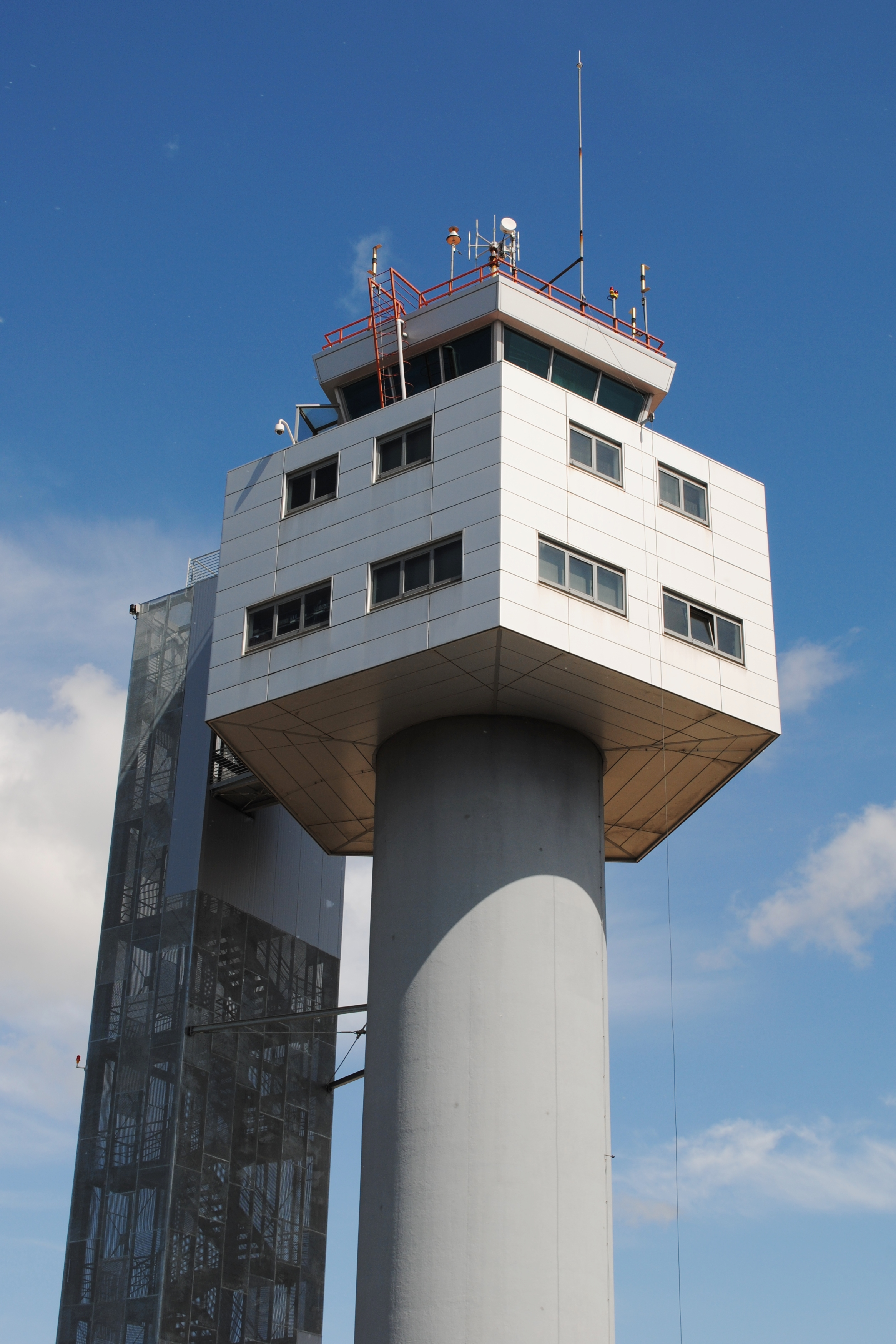
Tour de contrôle.

L'aéroport international de Vigo-Peinador (Aeropuerto Internacional de Vigo en castillan ou Aeroporto Internacional de Vigo en galicien)  (code IATA : VGO • code OACI : LEVX) est l'aéroport desservant la ville de Vigo (Pontevedra) en Espagne. Il est situé à 9 km du centre-ville sur les communes de Vigo, Redondela, et Mos. Il possède une piste 2 400 m de long et 45 m de large, les en-têtes 02/20, avec un accès et un tronçon de piste de roulement qui relie la plate-forme avec le top 02. Il a une approche instrumentale système ILS CAT II / III dans l'en-tête 20.
En 2022, l'aéroport de Vigo a été fréquenté par 953 261 passagers pour un total de 13 760 mouvements d'avions et 689 694 kg de fret. Il est ainsi classé 22e en nombre de passagers parmi les 48 aéroports du réseau qui appartient à AENA. Son code IATA est VGO et son code OACI est LEVX. Il propose plusieurs liaisons aériennes domestiques et internationales.
L'aéroport, avec un bon emplacement stratégique, possède des connexions directes avec l'autoroute des Rias Baixas et Vigo-frontière portugaise (A-52 et A-55), avec l'Autoroute de l'Altlantique (AP-9), avec l'autoroute Puxeiros-Val Miñor, et à Nigrán Bayonne (AG-57) et la nouvelle route de contournement Vigo (VG-20) qui communique directement avec le sud et l'ouest de la ville.

## Situation
| \| 100 km1:11 216 000 \| Alicante Almería Andorre Badajoz Barcelone Bilbao Burgos León Castellón · de la Plana Ceuta Gérone Grenade Ibiza Jerez La Corogne Lleida Logroño Madrid Málaga Melilla Minorque Murcie Oviédo Palma de · Majorque Pampelune Reus Sabadell Saint-Jacques Saint-Sébastien Salamanque Santander Saragosse Séville Valence Valladolid Vigo Vitoria |
| 100 km1:11 216 000 |

Voir les Îles Canaries

## Compagnies et destinations
| Compagnies      | Destinations |
| --------------- | --- |
| Air Europa      | Madrid-Barajas |
| Binter Canarias | Las Palmas/Gran Canaria, Ténériffe-Nord |
| Iberia          | Bilbao, Madrid-Barajas, Valence En saison : - Alicante-Elche, - Ibiza, - Lanzarote-Arrecife, - Las Palmas/Gran Canaria, - Malaga-Costa del Sol, - Minorque-Mahón, - Palma de Majorque, - Santander-S. Ballesteros, - Séville-San Pablo |
| Ryanair         | Barcelone-El Prat, Londres-Stansted |
| Vueling         | Barcelone-El Prat |

Édité le 11/02/2020  Actualisé le 15/04/2023

## Transports
L'aéroport de Vigo offre plusieurs options de transport :
- Taxi : approximativement 25 € au centre de Vigo et 40 € au centre de Pontevedra ;
- Bus (Vitrasa) : 1,32 €. La ligne C9A relie l'aéroport au centre-ville, avec des arrêts à des endroits clés tels que la Praza de América, Candeán, Policarpo Sanz et beaucoup d'autres, il a une fréquence de 30 minutes et le dernier départ de l'aéroport en direction de la ville est à 23 h 5.